# Diamantfasan
Diamantfasan (Chrysolophus amherstiae) är en asiatisk fågel i familjen fasanfåglar inom ordningen hönsfåglar.

## Utseende
Diamantfasanen är en mycket långstjärtad fasan med en fullständigt omisskännlig fjäderdräkt hos hanen. Storleken skiljer sig mellan könen: hanen 105–120 centimeter (varav stjärten 75-90) och honan 60–80 centimeter (varav stjärten 25-30). Hanen har vita breda fjädrar med svarta spetsar som hänger ner över nacken som ett dok, och som kan fällas ut till en solfjäder. Mantel och vingar är vidare mörkblå, nedre delen av ryggen guldgult som övergår i eldrött innan den extremt långa svartvita fiskbenstecknade stjärten. Framsidan av huvudet och bröstet är svart och buken vit.
Honan är förutom mycket mindre helt anspråkslöst tecknad i rödbrunt med mörk tvärvattring. Honan har ovattrad buk, ett grått hudlöst parti runt ögat, mörkare framhals och hjässa samt stjärten kraftigare tvärbandad.

## Utbredning och systematik
Diamantfasanen är närbesläktad med guldfasan och tillsammans utgör de släktet Chrysolophus. Fågeln förekommer i bergsområden från sydöstra Tibet och sydvästra Kina till norra Myanmar. Den introducerades till Storbritannien under 1900-talet där det länge fanns några små viltlevande populationer som höll till i skogar med tät undervegetation som rhododendron och björnbär. Beståndet anses dock inte längre självuppehållande.

## Ekologi
För att vara en så praktfull fågel vet man förvånansvärt lite om diamantfasanens liv i det vilda. Den trivs i skogiga kulliga områden med bambu och täta snår mellan 2 100 meter och 3 600 meters höjd, ofta högre upp än guldfasanen. Den lever av insekter som tvestjärtar och små skalbaggar, spindlar samt bambuskott.
Diamantfasanen häckar från mitten av april. Boet är runt och grunt, sparsamt fodrat med döda löv och placerat under en buske eller döda grenar. Den lägger sex till sju ägg som ruvas ensam av honan i 24 dagar.

## Status och hot
Arten har ett stort utbredningsområde och en stor population, men tros minska i antal, dock inte tillräckligt kraftigt för att den ska betraktas som hotad. Internationella naturvårdsunionen IUCN kategoriserar därför arten som livskraftig (LC).

## Bildgalleri

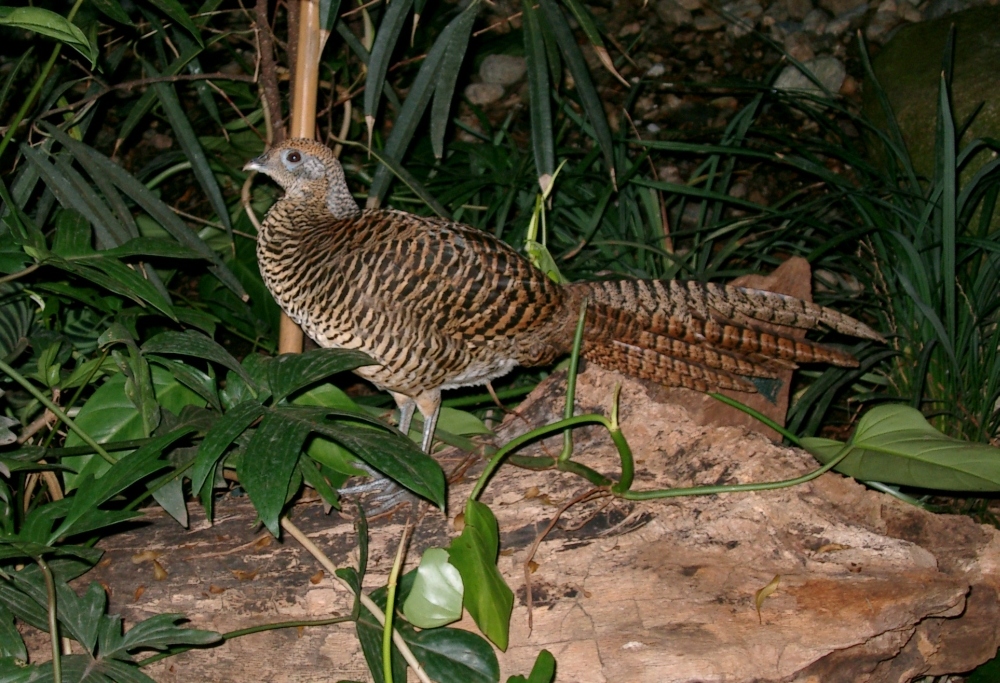
Hona
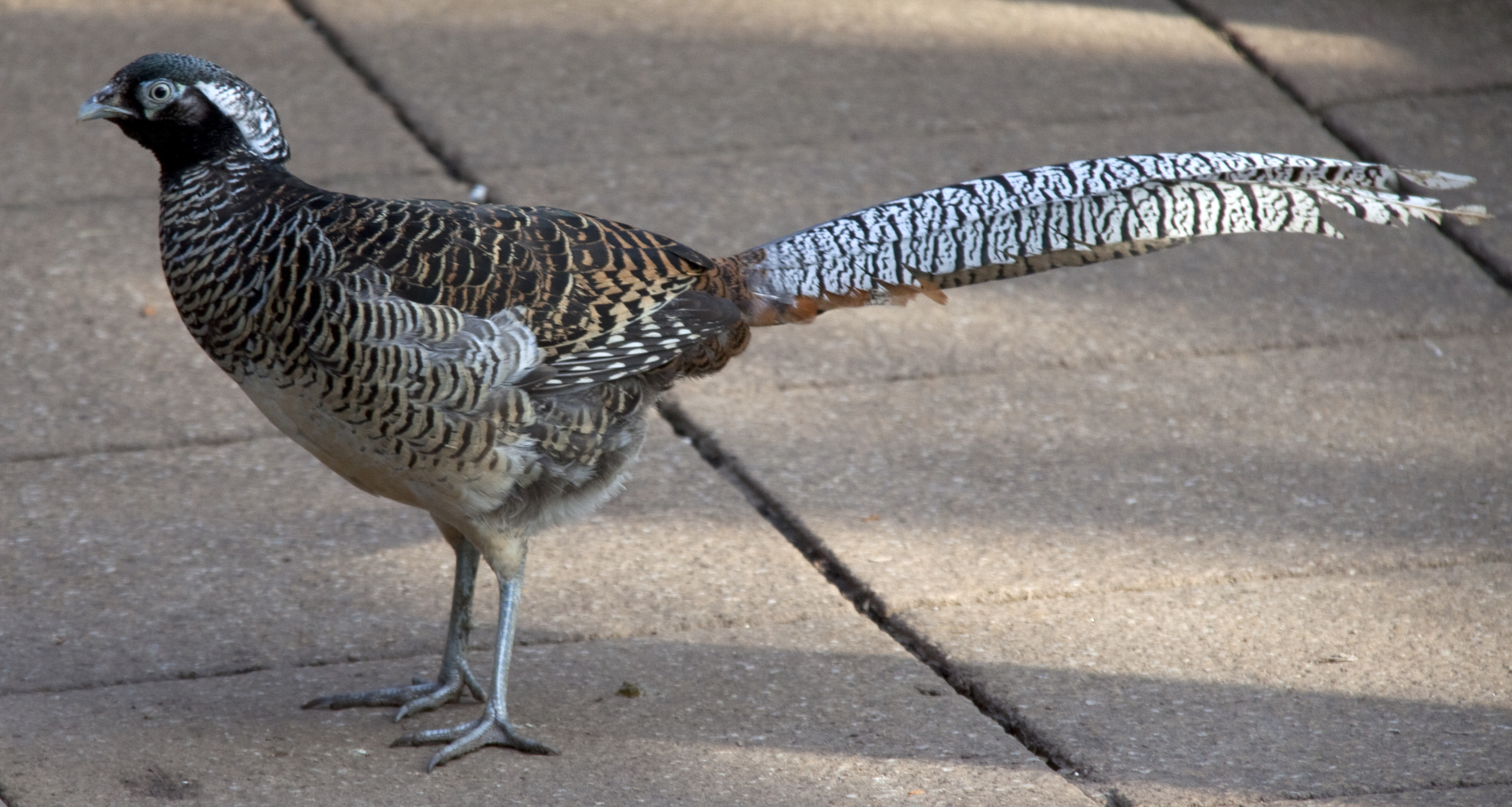
Juvenil hane.
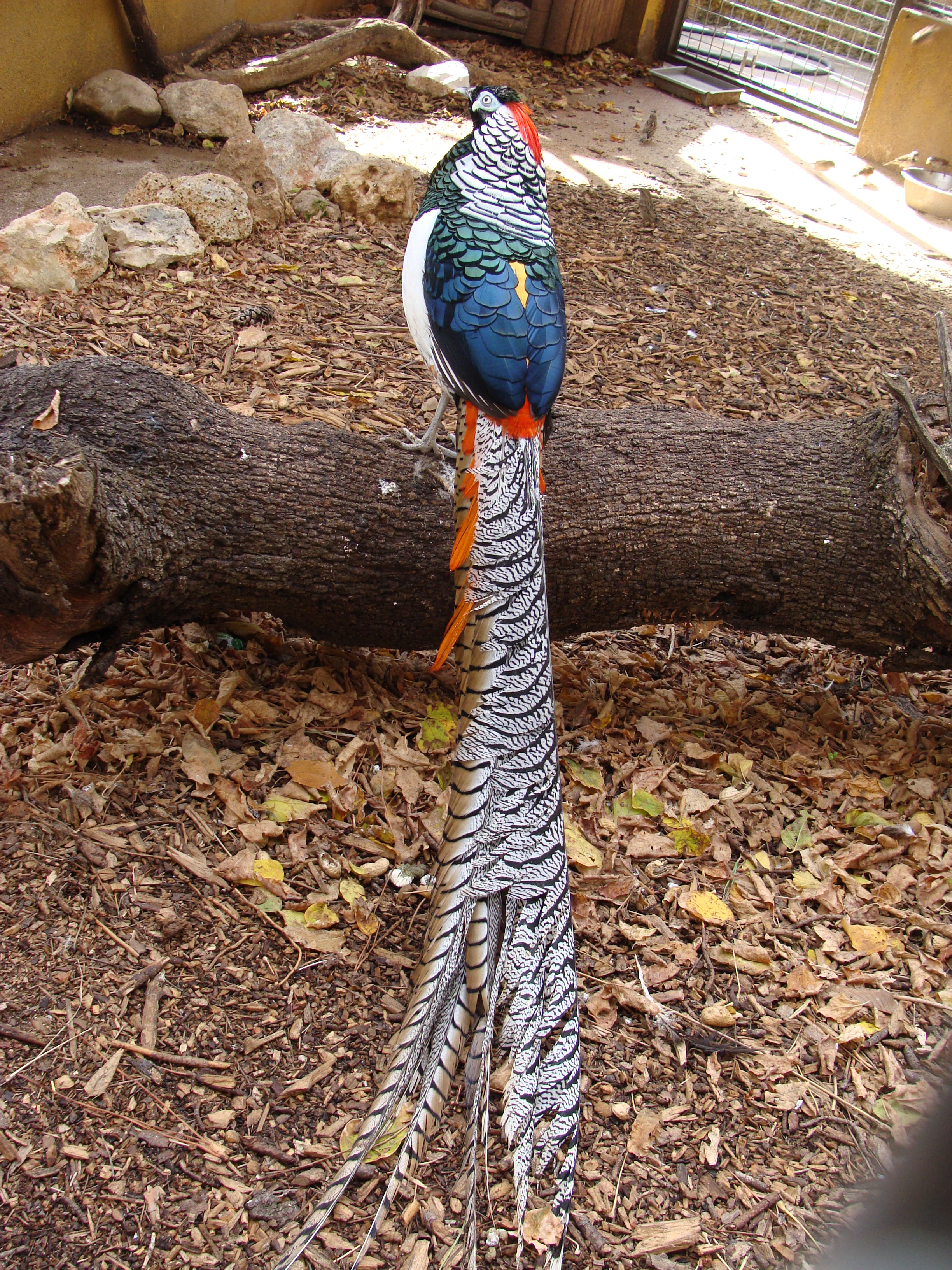
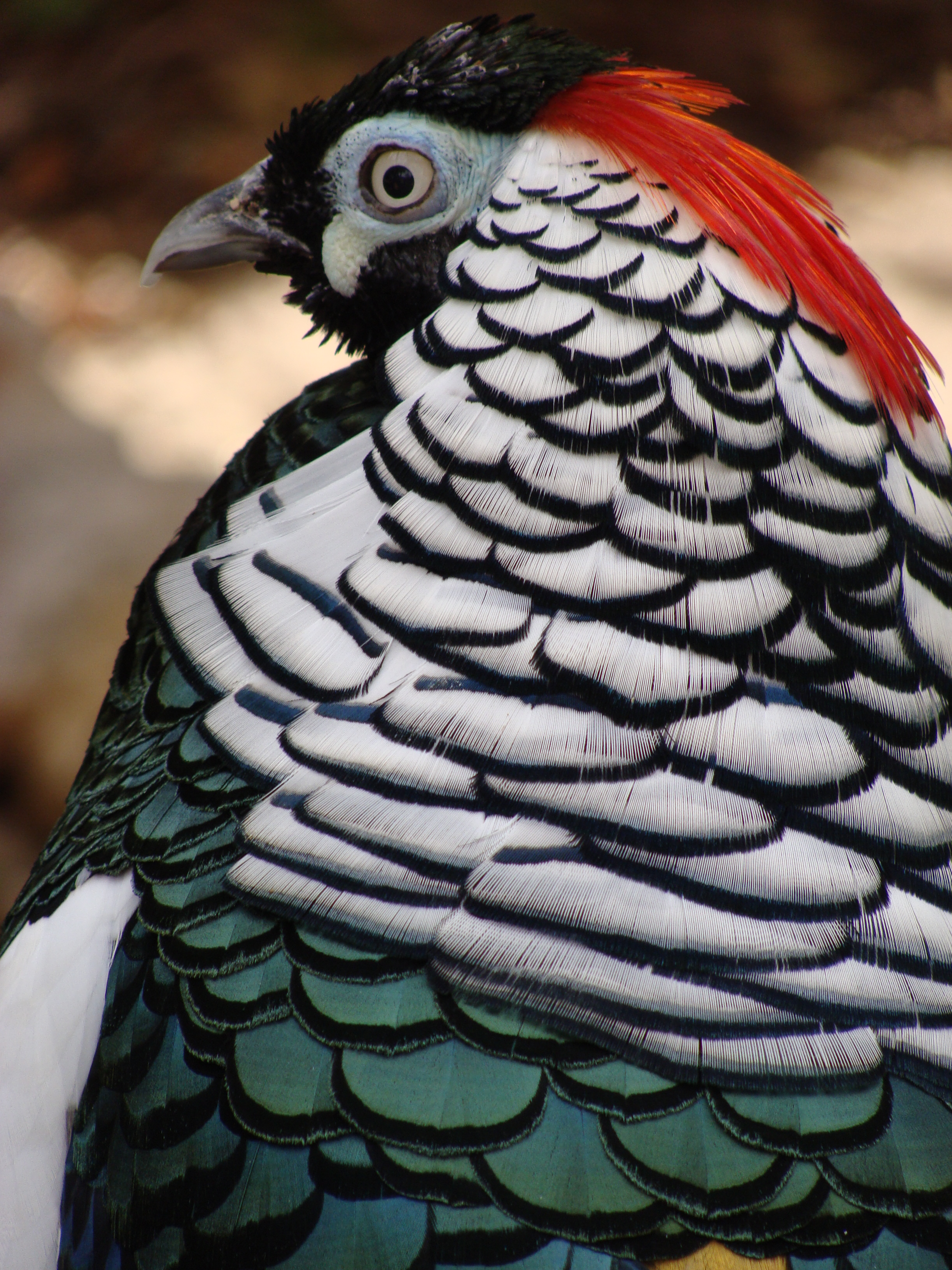
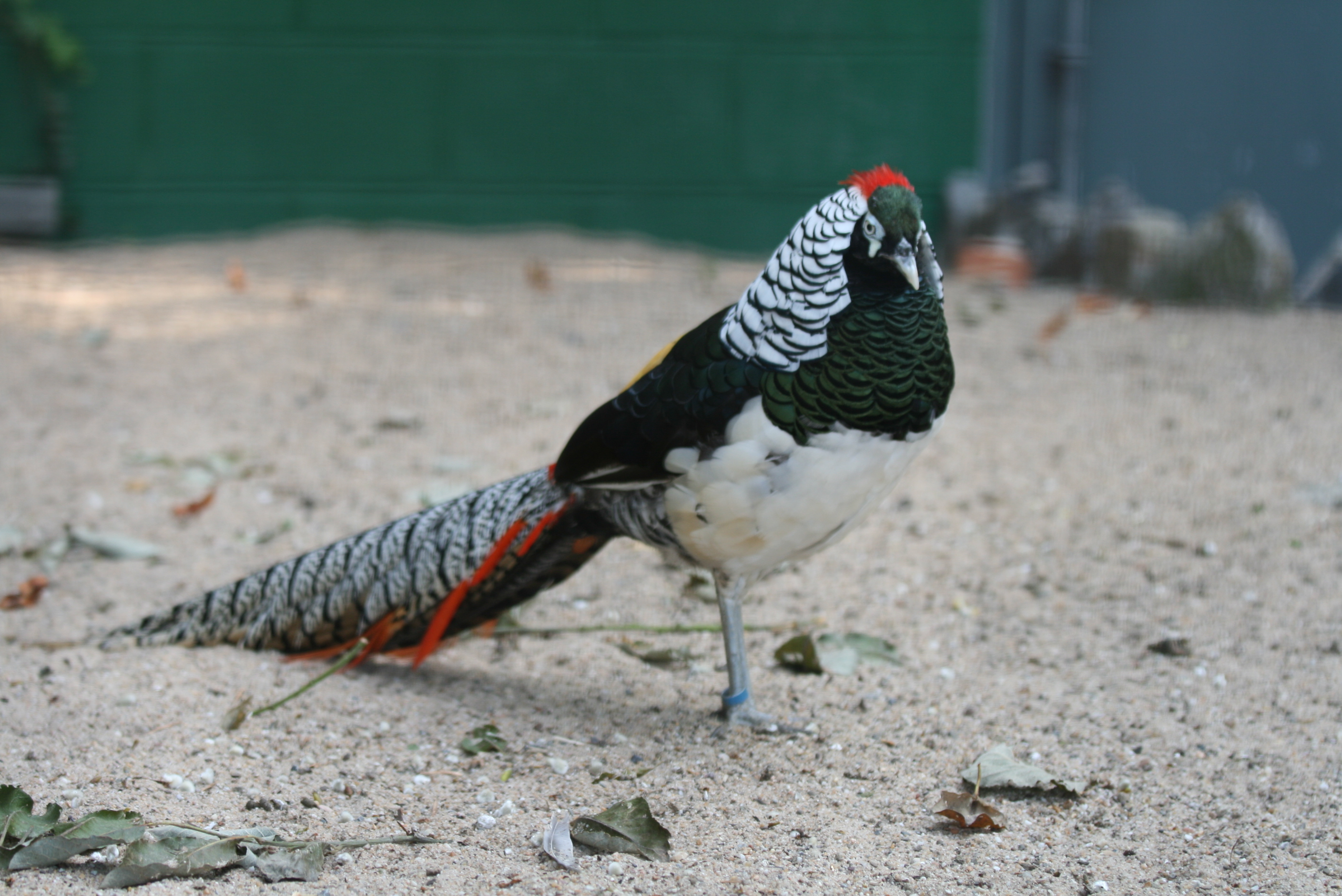

## Namn
Fågelns vetenskapliga artnamn hedrar grevinnan Sarah Amherst (1762-1838), första fru till William Amherst, 1:e earl Amherst, generalguvernör i Bengalen 1823-1828.